# Konrad Schmüdgen
Konrad Schmüdgen (* 11. November 1947 in Gräfendorf) ist ein deutscher Mathematiker.

## Werdegang
Schmüdgen studierte Mathematik an der Universität Leipzig mit der Promotion A 1973 bei Gerd Laßner (Dissertation: Beiträge zur Theorie topologischer *-Algebren und ihrer Realisierungen als Operationsalgebren) und der Dissertation B 1976. Danach war er Dozent in Leipzig und ab 1980 Professor für Analysis an der Universität Greifswald. Von 1982 bis zur Emeritierung 2012 war er Professor für Analysis in Leipzig.
Er befasst sich mit Funktionalanalysis einschließlich Operatoralgebren, mathematischer Physik, Quantengruppen und reeller algebraischer Geometrie. 
Er war Gastprofessor an der Universität Heidelberg, der University of Iowa und der Universität Fukuoka.
Im Jahr 2024 wurde Schmüdgen mit einem Senior Fellowship des Zukunftskollegs der Universität Konstanz ausgezeichnet.

## Schriften
- Unbounded Operator Algebras and Representation Theory (= Operator Theory: Advances and Applications. Band 37). Birkhäuser Basel, Basel 1990, ISBN 978-3-0348-7471-7, doi:10.1007/978-3-0348-7469-4.
- mit Anatoli U. Klimyk: Quantum Groups and Their Representations (= Theoretical and Mathematical Physics). Springer Berlin Heidelberg, Heidelberg 1997, ISBN 978-3-642-64601-0, doi:10.1007/978-3-642-60896-4. 2. Auflage 2011
- Unbounded Self-adjoint Operators on Hilbert Space (= Graduate Texts in Mathematics. Band 265). Springer Netherlands, Dordrecht 2012, ISBN 978-94-007-4752-4, doi:10.1007/978-94-007-4753-1.
- The Moment Problem (= Graduate Texts in Mathematics. Band 277). Springer International Publishing, Cham 2017, ISBN 978-3-319-64545-2, doi:10.1007/978-3-319-64546-9.
- An Invitation to Unbounded Representations of ∗-Algebras on Hilbert Space (= Graduate Texts in Mathematics. Band 285). Springer International Publishing, Cham 2020, ISBN 978-3-03046365-6, doi:10.1007/978-3-030-46366-3.